# Jan Stecki (fizykochemik)
Jan Hubert Stecki (ur. 1 października 1930 w Warszawie, zm. 28 marca 2025) – polski fizykochemik, profesor.

## Życiorys
Urodził się 1 październik 1930 roku w Warszawie w rodzinie Józefa i Marii z domu Mikulskiej.
Ukończył studia na Uniwersytecie Warszawskim (1952), gdzie należał do uczniów Wojciecha Świętosławskiego. Doktorat uzyskał w 1959 r., habilitację w 1961 r., a tytuł profesora w 1981 r.. Od  1956 r. do emerytury w 2000 r. pracował naukowo w Instytucie Chemii Fizycznej PAN, gdzie kierował Pracownią Teorii Gazów i Cieczy. Był profesorem wizytującym uniwersytetów w Trondheim (NTH), Kopenhadze, angielskim Bristolu oraz w Cornell University (USA).
Publikacje książkowe: 
- „Termodynamika Statystyczna" (wyd. PWN 1970)
- „Wspomnienia, zapiski,..." (DiG 2012).

Odznaczony Złotym Krzyżem Zasługi (1974) i Krzyżem Kawalerskim Orderu Odrodzenia Polski (1995).